# ثالثه جنوبی
ثالِثه جنوبی، قَفزةالثالثه جنوبی (جَست سوم جنوبی) یا کاپا خرس بزرگ یک ستاره است که در صورت فلکی خرس بزرگ قرار دارد.
نام قفزةالثالثه به معنی جهش سوم است که به جهش سوم آهویی اشاره دارد که در نگاره‌های قدیمی این صورت فلکی ترسیم می‌شد.
نام دیگر این ستاره، فقره (مهره) جنوبی است.